# João-do-pantanal
João-do-pantanal (Synallaxis albilora) é uma espécie de ave da família Furnariidae, nativa na Bolívia, Brasil e Paraguai. O seu habitat natural é subtropical ou em florestas húmidas tropicais de baixa altitude.